# 廊坊经济技术开发区
廊坊经济技术开发区（英語： LETDA），位于中华人民共和国河北省廊坊市，地处在环渤海经济圈，和环京津经济圈的中心，即大北京之规划圈的腹地，位于京津塘高速公路廊坊出入口处，并于1992年6月26日正式开始建设。

## 行政区划
廊坊经济技术开发区代管以下地区：云鹏道街道和耀华道街道。